# Нидерленц
Нидерленц (нем. Niederlenz) — коммуна в Швейцарии, в кантоне Аргау.
Входит в состав округа Ленцбург.  Население составляет 4053 человека (на 31 декабря 2007 года). Официальный код  —  4204.